# André Neury
André Neury, né le 3 septembre 1921 à Genève et mort le 16 octobre 2007 à Minusio, est un joueur de football international suisse, qui jouait en tant que défenseur.

## Biographie
Neury a tout d'abord évolué dans le club du FC Locarno avant d'effectuer la deuxième partie de sa carrière au Servette FC.
En international, il est connu pour avoir pris part avec l'équipe de Suisse à la coupe du monde 1950 au Brésil et à celle de 1954 à domicile où la Nati parvient jusqu'en quarts-de-finale.